# Lucifer typus
Lucifer typus is een tienpotigensoort uit de familie van de Luciferidae. De wetenschappelijke naam van de soort werd in 1837 voor het eerst geldig gepubliceerd door Henri Milne-Edwards.